# Всесвітній день дитини

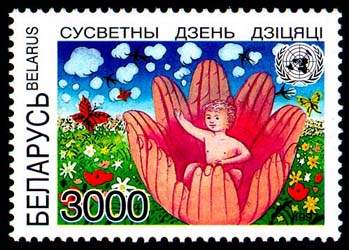
Марка Білорусі 1997

Всесвітній день дитини (На офіційних мовах ООН – англ. Universal Children's Day; фр. Journée mondiale de l'enfance; ісп. Día Universal del Niño; кит. спр. 世界儿童日; рос. Всемирный день ребенка) – Міжнародний день ООН, встановлений резолюцією 836 (IX) Генеральної Асамблеї ООН 14 грудня 1954 року, який відзначається щорічно 20 листопада.
Всесвітній день дитини відзначається 20 листопада як день світового братерства і взаєморозуміння дітей, день підтримки діяльності, спрямованої на забезпечення благополуччя дітей в усьому світі.
Саме у цей день – 20 листопада 1959 року Генеральна Асамблея прийняла Декларацію прав дитини, а 20 листопада 1989 року – Конвенцію про права дитини. З 1990 року у Всесвітній день дитини відзначається річниця прийняття цих основоположних документів у сфері захисту прав дитини.

## Мета
Метою проведення цього дня є захист прав дітей та розвитку середовища, дружнього по відношенню до дітей у всьому світі, шляхом діалогу і активних дій, благополуччя дітей у всьому світі, укріплення та розширення діяльності ООН в інтересах дітей, підтримки діяльності Дитячого фонду ООН.

У 1954 році Генеральна Асамблея рекомендувала всім країнам ввести в практику святкування Всесвітнього дня дитини як дня світового братерства і взаєморозуміння дітей, дня, присвяченого діяльності, спрямованої на забезпечення благополуччя дітей в усьому світі. Генеральна Асамблея запропонувала урядам країн святкувати цей День в будь-який з днів року, який буде визнано доцільним.

## Основні документи ООН з питань захисту прав дітей
- 2002: Декларация и План действий «Мир, пригодный для жизни детей», принятые резолюцией S-27/2 специальной сессии Генеральной Ассамблеи ООН 10 мая 2002 года [Архівовано 6 листопада 2017 у Wayback Machine.]
- 1995: Конвенція про права дитини (редакція зі змінами, схваленими резолюцією 50/155 Генеральної Асамблеї ООН від 21 грудня 1995 року), ратифікована Постановою ВР № 789-XII від 27.02.1991 [Архівовано 31 серпня 2013 у Wayback Machine.]
- 1990: Керівні принципи запобігання злочинності серед неповнолітніх ООН (Ер-Ріядські керівні принципи) від 14.12.1990 [Архівовано 5 грудня 2017 у Wayback Machine.]
- 1986: Декларація ООН про соціальні та правові принципи, що стосуються захисту і благополуччя дітей, особливо у разі передачі дітей на виховання та їх усиновлення на національному і міжнародному рівнях від 03.12.1986 [Архівовано 8 жовтня 2017 у Wayback Machine.]
- 1985: Мінімальні стандартні правила ООН, що стосуються здійснення правосуддя щодо неповнолітніх ("Пекінські правила") від 29.11.1985 [Архівовано 15 жовтня 2017 у Wayback Machine.]
- 1974: Декларація ООН про захист жінок і дітей в надзвичайних обставинах і в період збройних конфліктів від 14.12.1974 [Архівовано 24 жовтня 2017 у Wayback Machine.]
- 1973: Конвенція Міжнародної організації праці про мінімальний вік для прийому на роботу від 26.06.1973 № 138 [Архівовано 26 жовтня 2017 у Wayback Machine.]
- 1959: Декларація прав дитини, прийнята Генеральною Асамблеєю 20 листопада 1959 року [Архівовано 23 жовтня 2017 у Wayback Machine.]

## Доповіді Генерального секретаря з проблем дітей
- Доклад Генерального секретаря 24 августа 2017 г. A/72/361–S/2017/821 «Дети и вооруженные конфликты» [Архівовано 6 березня 2021 у Wayback Machine.]
- Доклад Генерального секретаря 29 сентября 2016 г. A/71/413 «О состоянии Конвенции о правах ребенка» [Архівовано 6 березня 2021 у Wayback Machine.]
- Доклад Генерального секретаря 29 августа 2016 г. A/71/253 «Детские, ранние и принудительные браки» [Архівовано 6 березня 2021 у Wayback Machine.]
- Доклад Генерального секретаря 2 августа 2016 г. A/71/277 «Сотрудничество в рамках системы Организации Объединенных Наций в области защиты детей» [Архівовано 6 березня 2021 у Wayback Machine.]
- Доклад Генерального секретаря 26 июля 2016 г. A/71/213 «Защита детей от издевательств» [Архівовано 6 березня 2021 у Wayback Machine.]
- Доклад Генерального секретаря 20 апреля 2016 г. A/70/836–S/2016/360 «Дети и вооруженные конфликты» [Архівовано 16 листопада 2020 у Wayback Machine.]